# Сахаров, Валентин Александрович
Валенти́н Алекса́ндрович Са́харов (род. 25 октября 1946) — советский и российский историк, специалист по истории российской революции и внутренней политики Советского государства. Доктор исторических наук, доцент, профессор МГУ.

## Биография
Работал на заводе токарем. Служил в Советской армии в ГСВГ, где вступил в комсомол. Член КПСС.
В 1975 году окончил факультет архивного дела Московский государственный историко-архивный институт. С 2 января 1978 года работает в МГУ им. М. В. Ломоносова.
В 1979 году в МОПИ имени Н. К. Крупской защитил диссертацию на соискание учёной степени кандидата исторических наук по теме «Зарождение и развитие стахановского движения в автотракторной промышленности в годы второй пятилетки (1935—1937 гг.)» (специальность 07.00.02 — история СССР)
12 октября 1989 года присвоено учёное звание доцента.
Профессор кафедры истории государственной и муниципального управления факультета государственного управления МГУ им. М. В. Ломоносова. Читал курс «История Отечества» на факультете вычислительной математики и кибернетики МГУ. Читает курс «История» на механико-математическом факультете МГУ и факультете фундаментальной физико-химической инженерии МГУ.
В 2005 году в МГУ имени М. В. Ломоносова защитил диссертацию на соискание учёной степени доктора исторических наук по теме «Борьба за лидерство в РКП(б)-ВКП(б) и „Политическое завещание“ В. И. Ленина: 1921—1929» (специальность 07.00.02 — отечественная история). Научный консультант — доктор исторических наук, профессор Л. И. Семенникова. Официальные оппоненты — доктор исторических наук, профессор С. В. Воронкова, доктор исторических наук, профессор В. В. Журавлёв, доктор исторических наук, профессор С. С. Хромов. Ведущая организация — Российская экономическая академия имени Г. В. Плеханова.

## Научная деятельность
Автор более 50 научных и учебно-методических работ по истории российской революции, социально-экономических и политических преобразований в первой половине XX в., истории внешней политики СССР в 1920-е — начале 1950-х, деятельности И. В. Сталина, истории общественно-политической мысли в XX в. Участвовал как специалист в дискуссии о Катыни 9 февраля 2016 года. Вину Сталина отрицал

### Основные работы
Монографии
- Сахаров В. А. Зарождение и развитие стахановского движения (На материалах автотракторной промышленности). М., 1985;
- Сахаров В. А. «Политическое завещание» В. И. Ленина: реальность истории и мифы политики. / Под ред. проф. В. И. Тропина. — М.: Изд-во Моск. ун-та, 2003. — 717 с.: илл.

Статьи
- Иванов В. П., Сахаров В. А. О лозунге «Вторую пятилетку — в 4 года!» // Вопросы истории. — 1975. — № 7. — С. 193—195.
- Иванов В. П., Сахаров В. А. Неопубликованное выступление Г. К. Орджоникидзе // Вопросы истории. 1978. № 8. С. 94-97
- Сахаров В. А. Г. К. Орджоникидзе во главе борьбы за технический прогресс (1930—1935 гг.) // Вопросы истории. 1986. № 9. С. 81-91
- Сахаров В. А. Преподаватели МГУ предлагают… // Вопросы истории КПСС. 1988. № 3. С. 69
- Сахаров В. А. Выступление на конференции «Политическая история в ВУЗе: традиции и новаторство» в Московской медицинской академии им. И. М. Сеченова // Вопросы истории КПСС. 1991. № 5. С. 133—134
- Сахаров В. А. Первые итоги // Вопросы истории КПСС. 1991. № 9. С. 119
- Сахаров В. А. Кто несёт ответственность за превращение «странной войны» в общеевропейскую? // Военно-исторический архив. 2004. № 8. С. 133—139
- Сахаров В. А. Загадки письма-ультиматума Ленина Сталину (5 марта 1923 г.) // Вестник Московского университета. Серия 8. История. 2004. № 6. С. 21-41
- Сахаров В. А. Должность Генерального секретаря ЦК РКП(б) в советской политической системе // Социально-гуманитарные знания. — 2005. — № 1. — С. 250—259.
- Сахаров В. А. «Опасения В. И. по адресу т. Сталина не оправдались». Обсуждение на ХIII съезде РКП(б) ленинского «Письма к съезду». 1924 г. // Исторический архив. 2005. № 1. С. 3-9
- Сахаров В. А. «Отзыв» польских судмедэкспертов на германский «Официальный материал о катынском убийстве» («Amtliches material zum massenmord von Katyn») / Управление: вызовы и стратегии в XXI веке: // Учёные труды факультета государственного управления МГУ им. М. В. Ломоносова. Выпуск 6. — М.: КДУ, 2007.
- Сахаров В. А. Расследование обстоятельств гибели комбрига Анатолия Серова и майора Полины Осипенко в авиационной катастрофе 11 мая 1939 г. // Вестник архивиста. 2009. № 2. С. 262—275
- Сахаров В. А. Царь Иван Васильевич Грозный и Избранная рада: дискуссия о судьбах русской государственности // Вестник Московского университета. Серия 21: Управление (государство и общество). 2014. № 4. 129—152
- Сахаров В. А. Проблема легитимности и легальности государственной власти в России в революционных событиях 1917 г. // Вестник Московского университета. Серия 21: Управление (государство и общество). 2015. № 1. С. 147—160

Публицистика
- Сахаров В. А. Германские документы об эксгумации и идентификации жертв Катыни (1943 г.) // Официальный сайт КПРФ, 27.05.2010

## Награды
- Медаль «Ветеран труда» (1989);
- Медаль С. Н. Трубецкого (в 2004, за монографию «Политическое завещание» Ленина: реальность истории и мифы политики: / Под ред. проф. В. И. Тропина. — М.: Изд-во Моск. ун-та, 2003. — 717 с.: илл.);
- Почётная Грамота Министерства образования РФ (2006).